# Bottenhorn
Bottenhorn (mundartlich Boddehern) ist ein Dorf im Hessischen Hinterland und als solches ein Ortsteil der Gemeinde Bad Endbach im mittelhessischen Landkreis Marburg-Biedenkopf.

## Geografische Lage
Der Ortsteil Bottenhorn der Gemeinde Bad Endbach liegt auf den „Bottenhorner Hochflächen“ im Gladenbacher Bergland, dem östlicher Ausläufer des Westerwaldes, der sich hier überschneidet mit dem Südausläufer des Rothaargebirges, in einer wechselhaften Mittelgebirgslandschaft, im Naturpark Lahn-Dill-Bergland, zwischen den Städten Dillenburg und Marburg, nördlich von Wetzlar, mitten im Hessischen Hinterland. Mit einer Ortskernhöhe von 485 m ü. NN ist Bottenhorn nach Hülshof die zweithöchstgelegene Ortschaft des Landkreises Marburg-Biedenkopf.
Im Ort kreuzen sich die  Landstraßen L 3049 und L 3288.

### Bottenhorner Hochflächen

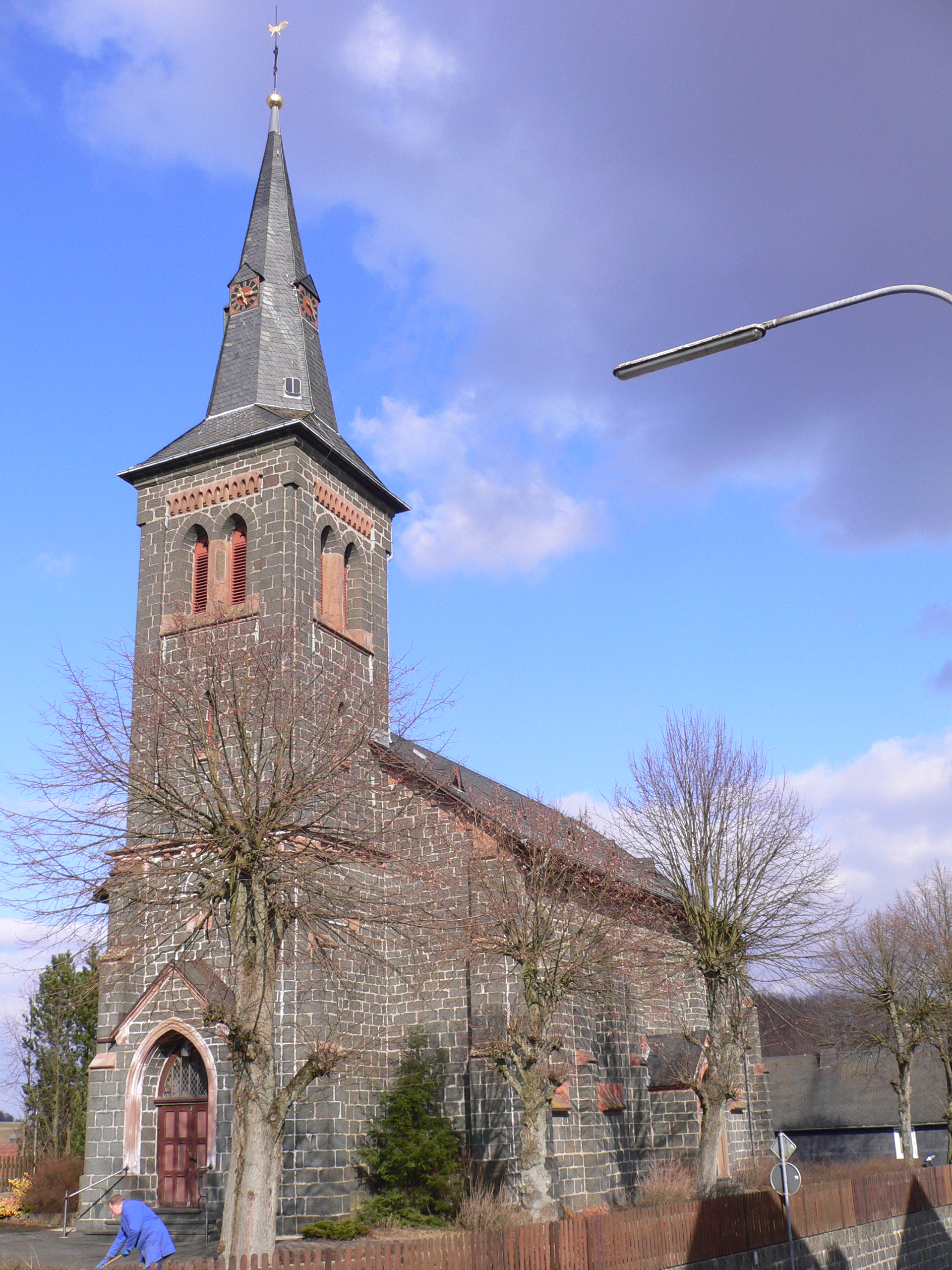
Kirche Bottenhorn

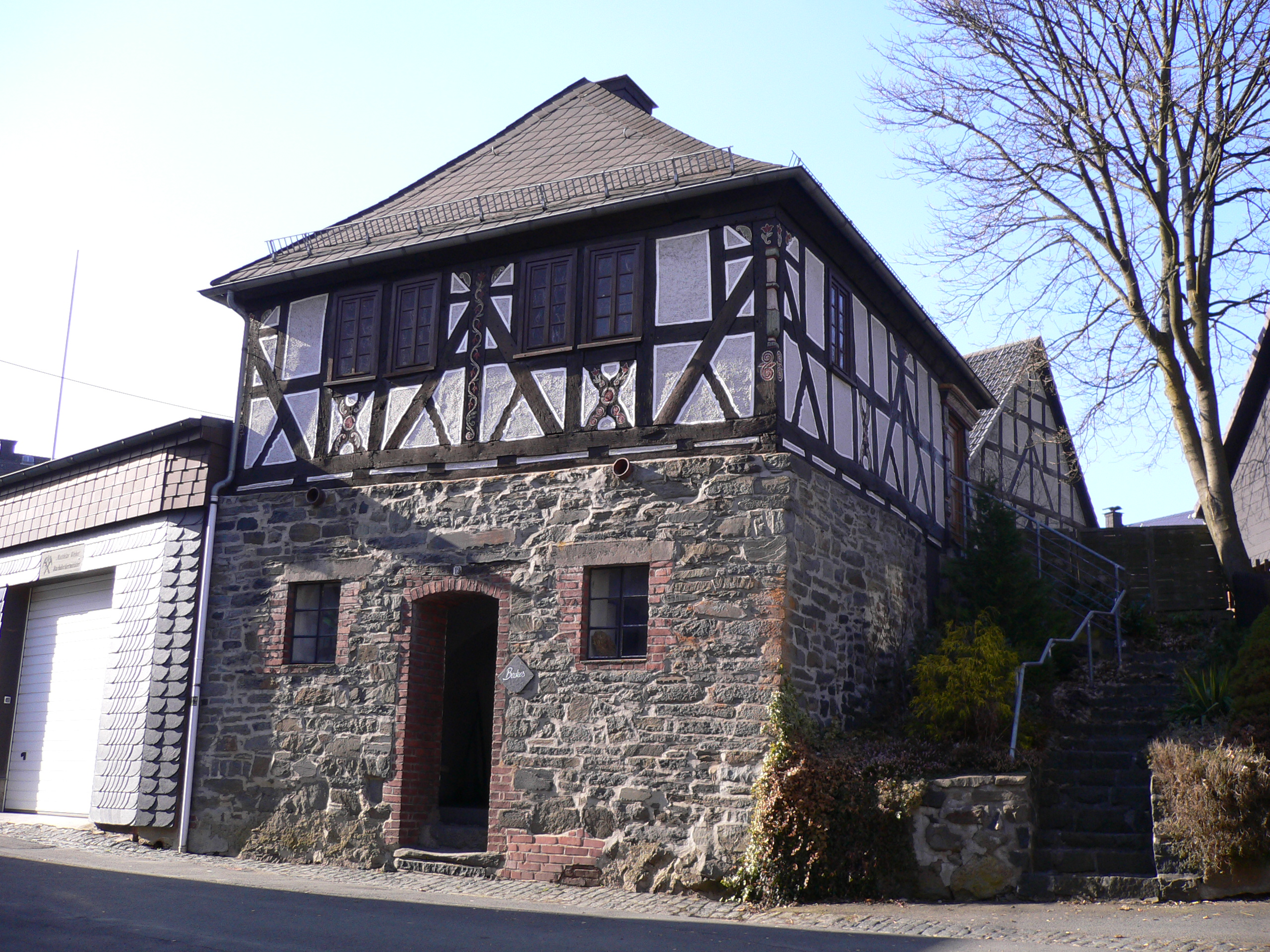
Ehm. Backhaus u. Rathaus

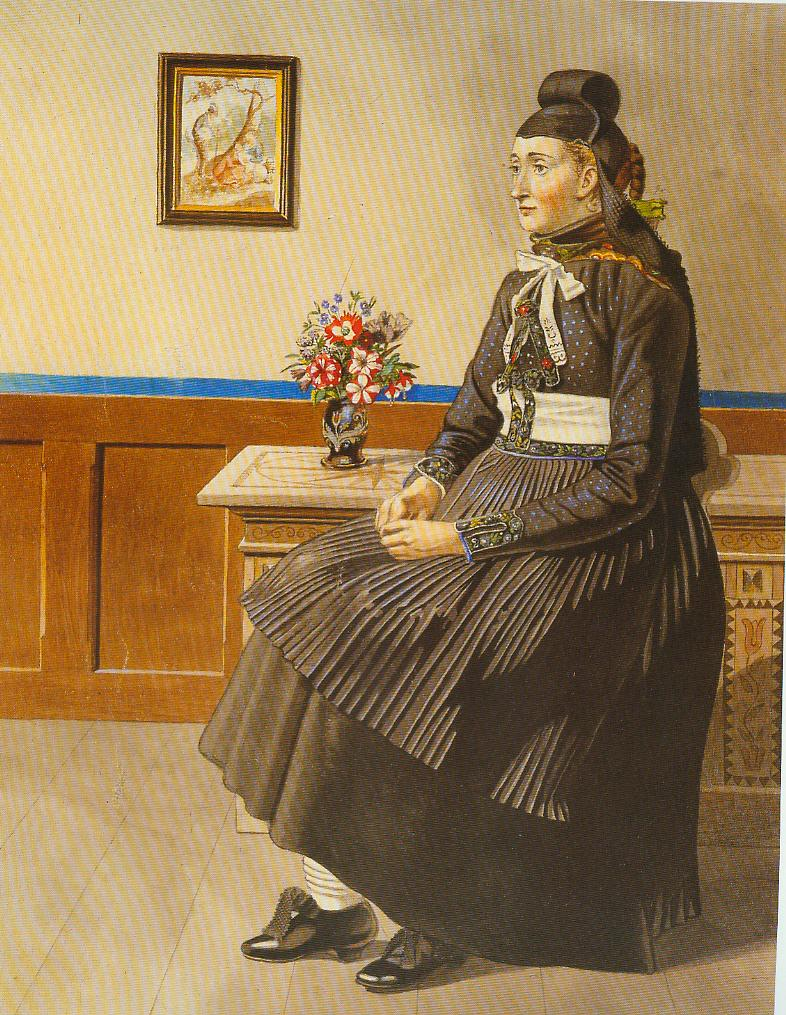
Bottenhorn, Sonntagstracht, ehem. Obergericht Amt Blankenstein, Aquarell von Ferdinand Justi

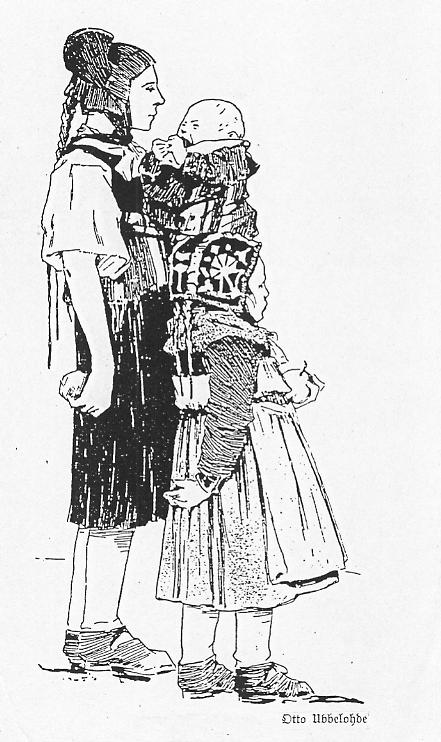
Bottenhorn, Mutter mit Kindern, Tracht im ehem. Obergericht Amt Blankenstein mit „Dellmutsche“ als Kopfbedeckung

Naturräumlich wird das Plateau rund um Bottenhorn, das sich vom 552 m hohen Daubhaus nördlich von Rachelshausen (Gladenbach) bis zum Nordrand des Schelder Waldes (Angelburg (Berg) 609 m ü. NN) zieht, als Bottenhorner Hochflächen (über 50 km² groß) bezeichnet. Diese leicht gewellten Hochflächen entstanden im Tertiär durch Verebnung und sind eine der geologisch ältesten Landoberflächen des Rheinischen Schiefergebirges.

## Geschichte

### Ortsgeschichte
„Bottenhorn ist der älteste Ort dieses Gebietes. Er dürfte seinen hydrographischen Voraussetzungen nach in der Zeit seiner Entstehung zum Perfgau gehört haben. Eine ursprüngliche Trennung vom Gericht Gladenbach könnte der Flurname „Scheid“, östlich Bottenhorn, andeuten.“ Zitat aus: 
Die älteste bekannte schriftliche Erwähnung von Bottenhorn stammt aus dem Jahr 1253. Der Name Budehorn steht in einer Kirchenakte, die eine Aufstellung über die Laaspher Pfarrgüter zum Inhalt hat. Bottenhorn verfügt damit über den ältesten schriftlichen Nachweis innerhalb der Gemeinde.
Weitere Erwähnungen:
- 1304 Botinhorne
- 1324 Buttinhorn
- 1491 Bettehorn
- 1502 Bottenhorn

#### Versammlungsplatz fränkischer Heere 778
Einer Sage nach sollen sich die fränkischen Heere auf der „Bottenhorner Hochfläche“ gesammelt haben, bevor sie über die „Heerstraße“ (frühmittelalterlicher Höhenweg auf der Wasserscheide Perf / Dautphe verlaufend, Beginn: Gemeindegrenze Bottenhorn/Holzhausen) nach Norden gegen die Sachsen (Sachsenkriege Karls des Großen) zogen, insbesondere vor der großen Schlacht  bei Laisa und Battenfeld 778.
Anlass für diese sagenhafte Deutung gab wohl die zentrale Lage auf einer Hochebene, auf der ehemals bedeutende Altstraßen von allen Seiten zusammenliefen. Über die große Hochebene verlief der Strang der alten Ost-West Fernhandelsstraße, der Messestraße Leipzig-Köln-Antwerpen, Brabanter Straße genannt. Bei der Angelburg (Berg) kreuzte sie mit dem von Süden, aus Richtung Gießen, auf der Wasserscheide Aar-Salzböde verlaufenden Westfalenweg. Dort mündete auch die von Herborn kommende Herborner Hohe Straße ein und etwas weiter nördlich bei Hirzenhain die „Rheinstraße“, aus Richtung Dillenburg kommend.
Es standen hier ausreichend Weideflächen mit kleinen Bächen und Quellen für die Versorgung der Reit- und Zugtiere für die Rast zur Verfügung. Insgesamt gesehen ein idealer Versammlungsort für ein großes, mehrere Tausend Reiter und Fußsoldaten umfassendes Heer.
In jeder Sage steckt ein Körnchen Wahrheit.

#### Hochwertiges Eisenerzvorkommen
Außerdem gab es nördlich von Rachelshausen, am Rande der Hochebene, in Spalten des Diabas ein hochwertiges Eisenerzvorkommen (Hämatit) mit bis zu 70 % Eisengehalt, was für die Waffenherstellung von Bedeutung gewesen sein dürfte.

#### Beschreibung  1830
Die Statistisch-topographisch-historische Beschreibung des Großherzogthums Hessen berichtet 1830 über Bottenhorn:

„Bottenhorn (L. Bez. Gladenbach) evangel. Filialdorf; liegt 2 St. von Gladenbach in einer rauhen Gegend, hat 94 Häuser und 552 Einw., die alle evangelisch sind, ferner 1 Kapelle und 1 Mahlmühle. Der Ort gehörte im 15. Jahrhundert zum Gladenbacher Kirchengebiete.“

#### Hessische Gebietsreform (1970–1977)
Zum 1. Juli 1974 wurden im Zuge der Gebietsreform in Hessen kraft Landesgesetz die bis dahin selbständigen Gemeinden Bad Endbach, Bottenhorn, Dernbach, Hartenrod und Hülshof zur erweiterten Großgemeinde mit dem Namen Bad Endbach zusammengeschlossen. Für alle ehemals eigenständigen Gemeinden von Bad Endbach wurden Ortsbezirke gebildet. Zuvor hatte der Kreistag einen freiwilligen Zusammenschluss von Bottenhorn, Hülshof und Dernbach abgelehnt und Bottenhorn hatte sich bereits gegen die Bildung einer Großgemeinde Gansbachtal mit der neuen Gemeinde Angelburg ausgesprochen.

### Verwaltungsgeschichte im Überblick
Die folgende Liste zeigt die Staaten und Verwaltungseinheiten, denen Bottenhorn angehört(e):
- ab 1336:Heiliges Römisches Reich, Landgrafschaft Hessen, nach Ende der Dernbacher Fehde und Friedensschluss mit Nassau
- um 1360: Heiliges Römisches Reich, Landgrafschaft Hessen, Gericht Gladenbach.
- ab 1567: Heiliges Römisches Reich, Landgrafschaft Hessen-Marburg, Amt Blankenstein, Gericht Gladenbach.
- 1604–1648: strittig zwischen Hessen-Kassel und Hessen-Darmstadt (Hessenkrieg)
- ab 1604: Heiliges Römisches Reich, Landgrafschaft Hessen-Kassel, Amt Blankenstein
- ab 1627: Heiliges Römisches Reich, Landgrafschaft Hessen-Darmstadt, Oberfürstentum Hessen, Amt Blankenstein, Obergericht Gladenbach[13][14]
- ab 1806: Großherzogtum Hessen,[Anm. 2] Fürstentum Oberhessen, Amt Blankenstein, Land- und Rügengericht[15]
- ab 1815: Großherzogtum Hessen, Provinz Oberhessen, Amt Blankenstein[16]
- ab 1821: Großherzogtum Hessen, Provinz Oberhessen, Landratsbezirk Gladenbach
- ab 1832: Großherzogtum Hessen, Provinz Oberhessen, Kreis Biedenkopf
- ab 1848: Großherzogtum Hessen, Regierungsbezirk Biedenkopf
- ab 1852: Großherzogtum Hessen, Provinz Oberhessen, Kreis Biedenkopf
- ab 1867: Königreich Preußen,[Anm. 3] Provinz Hessen-Nassau, Regierungsbezirk Wiesbaden, Kreis Biedenkopf (übergangsweise Hinterlandkreis)[14]
- ab 1871: Deutsches Reich, Königreich Preußen, Provinz Hessen-Nassau, Regierungsbezirk Wiesbaden, Kreis Biedenkopf
- ab 1918: Deutsches Reich (Weimarer Republik), Freistaat Preußen, Provinz Hessen-Nassau, Regierungsbezirk Wiesbaden, Kreis Biedenkopf
- ab 1932: Deutsches Reich, Freistaat Preußen, Provinz Hessen-Nassau, Regierungsbezirk Wiesbaden, Kreis Dillenburg
- ab 1933: Deutsches Reich, Freistaat Preußen, Provinz Hessen-Nassau, Regierungsbezirk Wiesbaden, Landkreis Biedenkopf
- ab 1944: Deutsches Reich, Freistaat Preußen, Provinz Nassau, Landkreis Biedenkopf
- ab 1945: Amerikanische Besatzungszone,[Anm. 4] Groß-Hessen, Regierungsbezirk Wiesbaden, Landkreis Biedenkopf
- ab 1946: Amerikanische Besatzungszone, Hessen, Regierungsbezirk Wiesbaden, Landkreis Biedenkopf
- ab 1949: Bundesrepublik Deutschland, Hessen, Regierungsbezirk Wiesbaden, Landkreis Biedenkopf
- ab 1968: Bundesrepublik Deutschland, Hessen, Regierungsbezirk Darmstadt, Landkreis Biedenkopf
- ab 1974: Bundesrepublik Deutschland, Hessen, Regierungsbezirk Kassel, Landkreis Marburg-Biedenkopf, Gemeinde Bad Endbach[Anm. 5]
- ab 1981: Bundesrepublik Deutschland, Hessen, Regierungsbezirk Gießen, Landkreis Marburg-Biedenkopf, Gemeinde Bad Endbach

## Bevölkerung

### Einwohnerstruktur 2011
Nach den Erhebungen des Zensus 2011 lebten am Stichtag dem 9. Mai 2011 in Bottenhorn 1155 Einwohner. Darunter waren 27 (2,3 %) Ausländer.
Nach dem Lebensalter waren 204 Einwohner unter 18 Jahren, 456 zwischen 18 und 49, 249 zwischen 50 und 64 und 146 Einwohner waren älter. Die Einwohner lebten in 471 Haushalten. Davon waren 102 Singlehaushalte, 144 Paare ohne Kinder und 171 Paare mit Kindern, sowie 48 Alleinerziehende und 3 Wohngemeinschaften. In 84 Haushalten lebten ausschließlich Senioren und in 303 Haushaltungen lebten keine Senioren.

### Einwohnerentwicklung
| Quelle: Historisches Ortslexikon |                                                                            |
| • 1501:                          | 019 Männer                                                                 |
| • 1577:                          | 038 Hausgesesse                                                            |
| • 1630:                          | 035 Hausgesesse; 4 zweispännige, 17 einspännige Ackerleute, 14 Einläuftige |
| • 1742:                          | 080 Haushalte                                                              |
| • 1791:                          | 385 Einwohner                                                              |
| • 1800:                          | 385 Einwohner                                                              |
| • 1806:                          | 451 Einwohner, 76 Häuser                                                   |
| • 1829:                          | 552 Einwohner, 94 Häuser                                                   |

| Bottenhorn: Einwohnerzahlen von 1791 bis 2011 | Bottenhorn: Einwohnerzahlen von 1791 bis 2011 | Bottenhorn: Einwohnerzahlen von 1791 bis 2011 | Bottenhorn: Einwohnerzahlen von 1791 bis 2011 | Bottenhorn: Einwohnerzahlen von 1791 bis 2011 |
| --- | --------------------------------------------- | --------------------------------------------- | --------------------------------------------- | --------------------------------------------- |
| Jahr |                                               |                                               |                                               | Einwohner                                     |
| 1791 | 1791                                          |                                               | 385                                           | 385                                           |
| 1800 | 1800                                          |                                               | 385                                           | 385                                           |
| 1806 | 1806                                          |                                               | 451                                           | 451                                           |
| 1829 | 1829                                          |                                               | 552                                           | 552                                           |
| 1834 | 1834                                          |                                               | 630                                           | 630                                           |
| 1840 | 1840                                          |                                               | 644                                           | 644                                           |
| 1846 | 1846                                          |                                               | 657                                           | 657                                           |
| 1852 | 1852                                          |                                               | 677                                           | 677                                           |
| 1858 | 1858                                          |                                               | 673                                           | 673                                           |
| 1864 | 1864                                          |                                               | 558                                           | 558                                           |
| 1871 | 1871                                          |                                               | 550                                           | 550                                           |
| 1875 | 1875                                          |                                               | 693                                           | 693                                           |
| 1885 | 1885                                          |                                               | 723                                           | 723                                           |
| 1895 | 1895                                          |                                               | 797                                           | 797                                           |
| 1905 | 1905                                          |                                               | 796                                           | 796                                           |
| 1910 | 1910                                          |                                               | 833                                           | 833                                           |
| 1925 | 1925                                          |                                               | 976                                           | 976                                           |
| 1939 | 1939                                          |                                               | 1.038                                         | 1.038                                         |
| 1946 | 1946                                          |                                               | 1.403                                         | 1.403                                         |
| 1950 | 1950                                          |                                               | 1.355                                         | 1.355                                         |
| 1956 | 1956                                          |                                               | 1.267                                         | 1.267                                         |
| 1961 | 1961                                          |                                               | 1.284                                         | 1.284                                         |
| 1967 | 1967                                          |                                               | 1.340                                         | 1.340                                         |
| 1980 | 1980                                          |                                               | ?                                             | ?                                             |
| 1990 | 1990                                          |                                               | ?                                             | ?                                             |
| 2000 | 2000                                          |                                               | ?                                             | ?                                             |
| 2011 | 2011                                          |                                               | 1.155                                         | 1.155                                         |
| Datenquelle: Historisches Gemeindeverzeichnis für Hessen: Die Bevölkerung der Gemeinden 1834 bis 1967. Wiesbaden: Hessisches Statistisches Landesamt, 1968. Weitere Quellen: LAGIS; Zensus 2011 |                                               |                                               |                                               |                                               |

### Historische Religionszugehörigkeit
| Quelle: Historisches Ortslexikon |                                                                              |
| • 1830:                          | 0552 evangelische (= 100 %) Einwohner                                        |
| • 1885:                          | 0721 evangelische (= 90,46 %), 2 katholische (= 0,25 %) Einwohner            |
| • 1961:                          | 1147 evangelische (= 89,33 %), 129 römisch-katholische (= 10,05 %) Einwohner |

### Historische Erwerbstätigkeit
| • 1867: | Erwerbspersonen: 211 Landwirtschaft                                                                                                   |
| • 1961: | Erwerbspersonen: 222 Land- und Forstwirtschaft, 344 produzierendes Gewerbe, 48 Handel und Verkehr, 44 Dienstleistungen und Sonstiges. |

## Politik
Für Bottenhorn besteht ein Ortsbezirk (Gebiete der ehemaligen Gemeinde Bottenhorn) mit Ortsbeirat und Ortsvorsteher nach der Hessischen Gemeindeordnung.
Der Ortsbeirat besteht aus fünf Mitgliedern. Bei den Kommunalwahlen in Hessen 2021 betrug die Wahlbeteiligung zum Ortsbeirat 45,56 %. Alle Kandidaten gehörten der „Gemeinschaftsliste Bottenhorn“ an. Der Ortsbeirat wählte Thomas Kramer zum Ortsvorsteher.

## Flugplatz Bottenhorn
Innerhalb der Gemeinde gibt es einen Flugplatz mit einer 525 m langen Gras-Landebahn. Er ist als Sonderlandeplatz ausgewiesen und besitzt den ICAO-Code EDGT. Betreiber ist die Luftsportgemeinschaft Bottenhorn e. V.